# Kim Bærentzen
Kim Bærentzen (ur. 8 listopada 1905 w Kopenhadze, zm. 18 czerwca 1999 w Gentofte) – duński szermierz uczestnik Letnich Igrzysk Olimpijskich 1928 i Letnich Igrzysk Olimpijskich 1936. Na Igrzyskach w Amsterdamie występował w turnieju indywidualnym i drużynowym florecistów natomiast w Berlinie tylko w turnieju drużynowym. Brat duńskiej szermierki Margot syn Ottona, również szermierza.